# Perkele (zespół muzyczny)
Perkele – szwedzki zespół grający Oi!, założony w 1993 roku w Göteborgu.

## Skład
- Ron Halinoja – gitara/wokal – lider zespołu
- Christopher Anthony (Chris) – gitara basowa
- Magnus Jonsson – perkusja

## Dyskografia
- 1998 – Från Flykt Till Kamp
- 2001 – Voice Of Anger
- 2002 – No Shame
- 2003 – Stories From The Past
- 2005 – Confront
- 2008 – Längtan
- 2010 – Perkele Forever
- 2013 – A Way Out
- 2016 – Best From The Past
- 2019 – Leaders of Tomorrow